# ETTU Champions League der Damen 2013/14
In der Saison 2013/2014 wurde der Damenwettbewerb der ETTU Champions League zum achten Mal ausgetragen. Es nahmen acht Mannschaften teil. Der Ttc berlin eastside setzte sich gegen den türkischen Vertreter   Fenerbahçe Istanbul durch und gewann den Wettbewerb zum zweiten Mal.

## Vorrunde

### Gruppe A
| Datum         | Heimmannschaft      | Gastmannschaft      | Ergebnis |
| ------------- | ------------------- | ------------------- | -------- |
| 7. Sep. 2013  | Fenerbahçe SK       | SVS Ströck          | 3:1      |
| 7. Sep. 2013  | Ttc berlin eastside | Metz TT             | 3:0      |
| 19. Okt. 2013 | Ttc berlin eastside | Fenerbahçe SK       | 3:2      |
| 18. Okt. 2013 | Metz TT             | SVS Ströck          | 0:3      |
| 26. Okt. 2013 | Fenerbahçe SK       | Metz TT             | 3:2      |
| 25. Okt. 2013 | SVS Ströck          | Ttc berlin eastside | 1:3      |
| 4. Nov. 2013  | SVS Ströck          | Fenerbahçe SK       | 3:2      |
| 1. Nov. 2013  | Metz TT             | Ttc berlin eastside | 3:2      |
| 7. Dez. 2013  | Fenerbahçe SK       | Ttc berlin eastside | 3:1      |
| 9. Dez. 2013  | SVS Ströck          | Metz TT             | 3:1      |
| 20. Dez. 2013 | Metz TT             | Fenerbahçe SK       | 1:3      |
| 20. Dez. 2013 | Ttc berlin eastside | SVS Ströck          | 3:2      |

| Platz | Mannschaft          | Spiele | Sätze | Punkte |
| ----- | ------------------- | ------ | ----- | ------ |
| 1     | Fenerbahçe SK       | 6      | 16:11 | 10     |
| 2     | Ttc berlin eastside | 6      | 15:11 | 10     |
| 3     | SVS Ströck          | 6      | 13:12 | 9      |
| 4     | Metz TT             | 6      | 7:17  | 7      |

### Gruppe B
| Datum         | Heimmannschaft       | Gastmannschaft       | Ergebnis |
| ------------- | -------------------- | -------------------- | -------- |
| 6. Sep. 2013  | Linz AG Froschberg   | Tjumen               | 3:0      |
| 6. Sep. 2013  | KTS Zamek Tarnobrzeg | Budarösi SC          | 3:0      |
| 18. Okt. 2013 | KTS Zamek Tarnobrzeg | Linz AG Froschberg   | 1:3      |
| 18. Okt. 2013 | Budarösi SC          | Tjumen               | 2:3      |
| 27. Okt. 2013 | Tjumen               | KTS Zamek Tarnobrzeg | 0:3      |
| 27. Okt. 2013 | Linz AG Froschberg   | Budarösi SC          | 3:0      |
| 2. Nov. 2013  | Tjumen               | Linz AG Froschberg   | 0:3      |
| 3. Nov. 2013  | Budarösi SC          | KTS Zamek Tarnobrzeg | 1:3      |
| 7. Dez. 2013  | Linz AG Froschberg   | KTS Zamek Tarnobrzeg | 3:2      |
| 8. Dez. 2013  | Tjumen               | Budarösi SC          | 3:0      |
| 20. Dez. 2013 | Budarösi SC          | Linz AG Froschberg   | 1:3      |
| 20. Dez. 2013 | KTS Zamek Tarnobrzeg | Tjumen               | 3:1      |

| Platz | Mannschaft           | Spiele | Sätze | Punkte |
| ----- | -------------------- | ------ | ----- | ------ |
| 1     | Linz AG Froschberg   | 6      | 18:4  | 12     |
| 2     | KTS Zamek Tarnobrzeg | 6      | 15:8  | 10     |
| 3     | Tjumen               | 6      | 7:14  | 8      |
| 4     | Budarösi SC          | 6      | 4:18  | 6      |

## Halbfinale
Die Hinspiele fanden am 17. Januar, die Rückspiele am 25. und 26. Januar statt.
|                      | Gesamt            |                    | Hinspiel | Rückspiel |
| -------------------- | ----------------- | ------------------ | -------- | --------- |
| KTS Zamek Tarnobrzeg | 5:5(17:22 Sätze)0 | Fenerbahçe SK      | 2:3      | 3:2       |
| Ttc berlin eastside  | 05:40             | Linz AG Froschberg | 3:1      | 2:3       |

## Finale
Die Finalspiele fanden am 7. März und 13. April statt.
|                     | Gesamt |               | Hinspiel | Rückspiel |
| ------------------- | ------ | ------------- | -------- | --------- |
| Ttc berlin eastside | 6:20   | Fenerbahçe SK | 3:2      | 3:0       |

### Hinspiel
| Mannschaften | Ttc berlin eastside | Fenerbahçe SK      | 3:2 |
| ------------ | ------------------- | ------------------ | --- |
| Einzel 1     | Irene Ivancan       | Ching Cheng        | 3:1 |
| Einzel 2     | Georgina Póta       | Melek Hu           | 1:3 |
| Einzel 3     | Shan Xiaona         | Viktoria Pavlovich | 1:3 |
| Einzel 4     | Irene Ivancan       | Melek Hu           | 3:0 |
| Einzel 5     | Georgina Pota       | Ching Cheng        | 3:1 |
| Tisch 1      | 7. März 2014        | 19:30 Uhr (MEZ)    |     |

### Rückspiel
| Mannschaften | Fenerbahçe SK      | Ttc berlin eastside | 0:3 |
| ------------ | ------------------ | ------------------- | --- |
| Einzel 1     | Melek Hu           | Georgina Póta       | 1:3 |
| Einzel 2     | Viktoria Pavlovich | Shan Xiaona         | 1:3 |
| Einzel 3     | Ching Cheng        | Irene Ivancan       | 2:3 |
| Tisch 1      | 13. April 2014     | 13:00 Uhr (MEZ)     |     |